# Eisengraben (Havel)
Der Eisengraben ist ein künstlich angelegtes fließendes Gewässer im Landkreis Potsdam-Mittelmark und der Stadt Brandenburg. Er entwässert einige Feuchtgebiete und zwei Seen in die Havel.

## Verlauf
Der knapp sechs Kilometer lange Graben beginnt als Entwässerungsgraben in einer Butter Laake genannten Feuchtwiese südlich des Dorfes Brielow, das heute zur Gemeinde Beetzsee gehört und fließt in westliche Richtung. Er hat ein Einzugsgebiet von 11,66 Quadratkilometer. Noch in der Butter Laake nimmt der Eisengraben von rechts zwei weitere kleinere Entwässerungsgraben auf, ehe er nach etwa 700 Meter den Bereich der Feuchtwiese nördlich des Wohnplatzes Butterlake verlässt und in den Gördenwald übergeht. Hier durchfließt der Graben unter anderem einen Bruchwald und nimmt von rechts den einzigen Abfluss des Bohnenländer Sees auf, den er somit entwässert. Etwa zweihundert Meter talwärts von der Einmündung des Abflusses des Bohnenländer Sees kreuzt die Bundesstraße 102 und weitere 200 Meter entfernt die Bahnstrecke Brandenburg–Rathenow den Eisengraben. Kurz hinter der Grenze zwischen den Städten Brandenburg und Havelsee verlässt der Eisengraben wieder den Gördenwald und durchfließt und entwässert Felder südlich des Dorfes Tieckow. Etwa 600 Meter vor der Einmündung in die Havel nimmt der Eisengraben von links noch einen Abfluss des Sees Kranepfuhl auf.
Im Verlauf des Grabens befinden sich drei Wehre, die den Wasserstand und Abfluss der durchflossenen Feuchtgebiete, des Bohnenländer Sees und des Kranepfuhls regulieren helfen und bedarfsweise ein Rückfließen von Wässern bei Hochwasser im Verlauf der Havel verhindern sollen. Das erste Wehr befindet sich direkt an der Grenze des Gördenwaldes unmittelbar nach Übertritt in die Stadt Havelsee. Das zweite Wehr liegt in der Kolonie Tieckow, durch die der Eisengraben fließt. Unterhalb der Einmündung des Abflussgrabens des Kranepfuhls liegt das dritte und letzte Wehr. Kurz hinter diesem Wehr kreuzt noch die Landesstraße 962 den Graben.
Im Eisengraben heimische Tiere sind beispielsweise Fischotter, Ringelnatter, verschiedene Frosch- und Schwanzlurche, kleinere und im Mündungsgebiet auch größere Fische und Biber.

## Eisengraben und Schlangengraben
In vielen Kartenwerken und Büchern wird die Annahme vertreten, der Eisengraben sei in seinem Oberlauf bis zur Stadtgrenze Havelsees der sogenannte Schlangengraben und bilde dessen Verlängerung in westliche Richtung. Nach dieser Annahme würde der Schlangengraben, der tatsächlich etwa nur einhundert Meter östlich des Eisengrabens ebenfalls in der Butter Laake beginnt, das Wasser des Bohnenländer Sees aufnehmen und ost- und westwärts abfließen. Laut dieser Darstellungen bestünde eine kontinuierliche Verbindung zwischen Beetzsee und der Havel südlich von Tieckow über beide Gräben, was jedoch nicht der Realität entspricht.

## Schutzgebiete
In seinem Oberlauf liegt der Eisengaben im Landschaftsschutzgebiet Westhavelland und Naturpark Westhavelland. Die Mündung des Grabens liegt im Landschaftsschutzgebiet Brandenburger Wald- und Seengebiet und ist daneben Teil des europäischen Vogelschutzgebietes Mittlere Havelniederung.

## Galerie

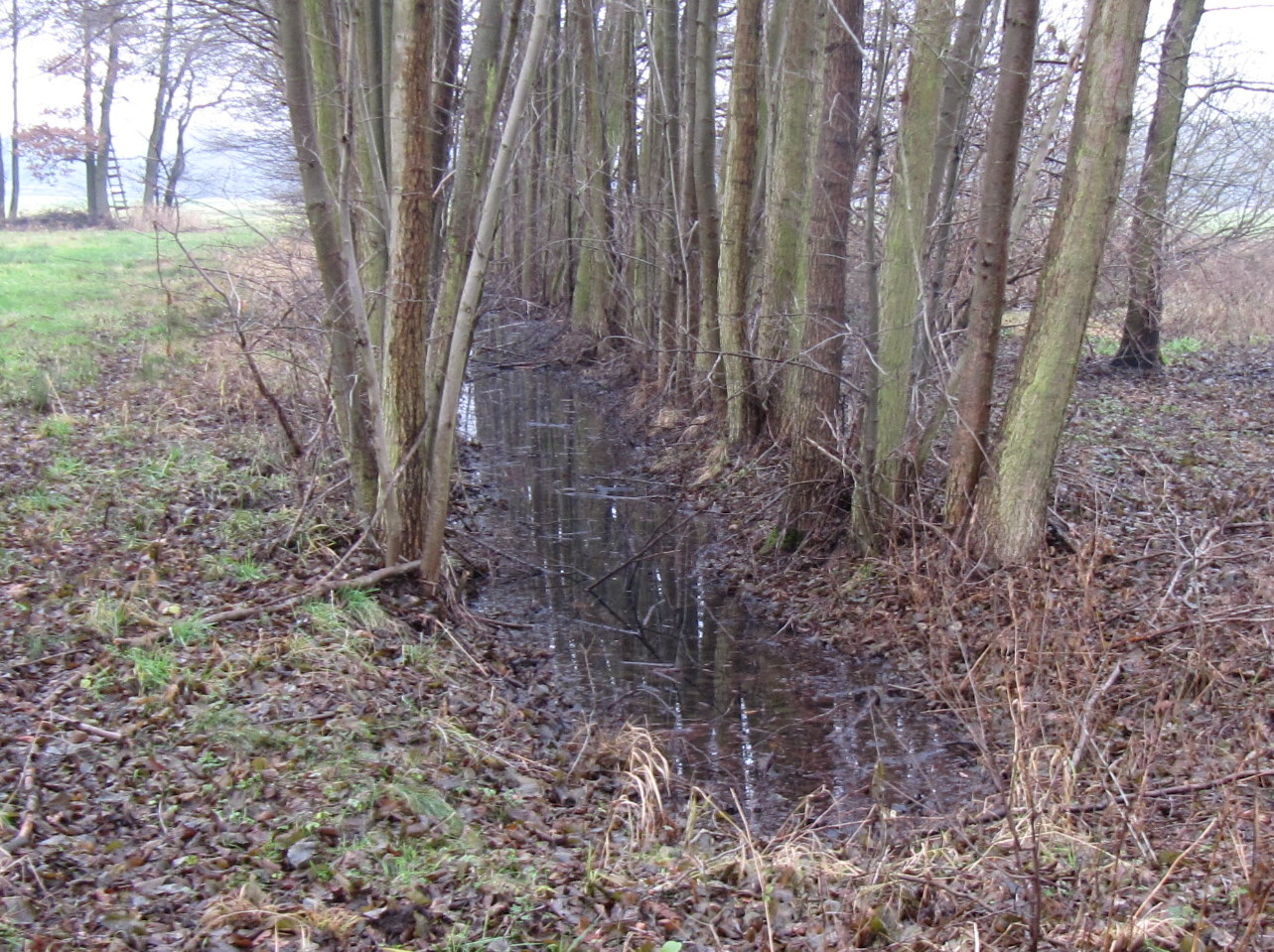
Ursprung
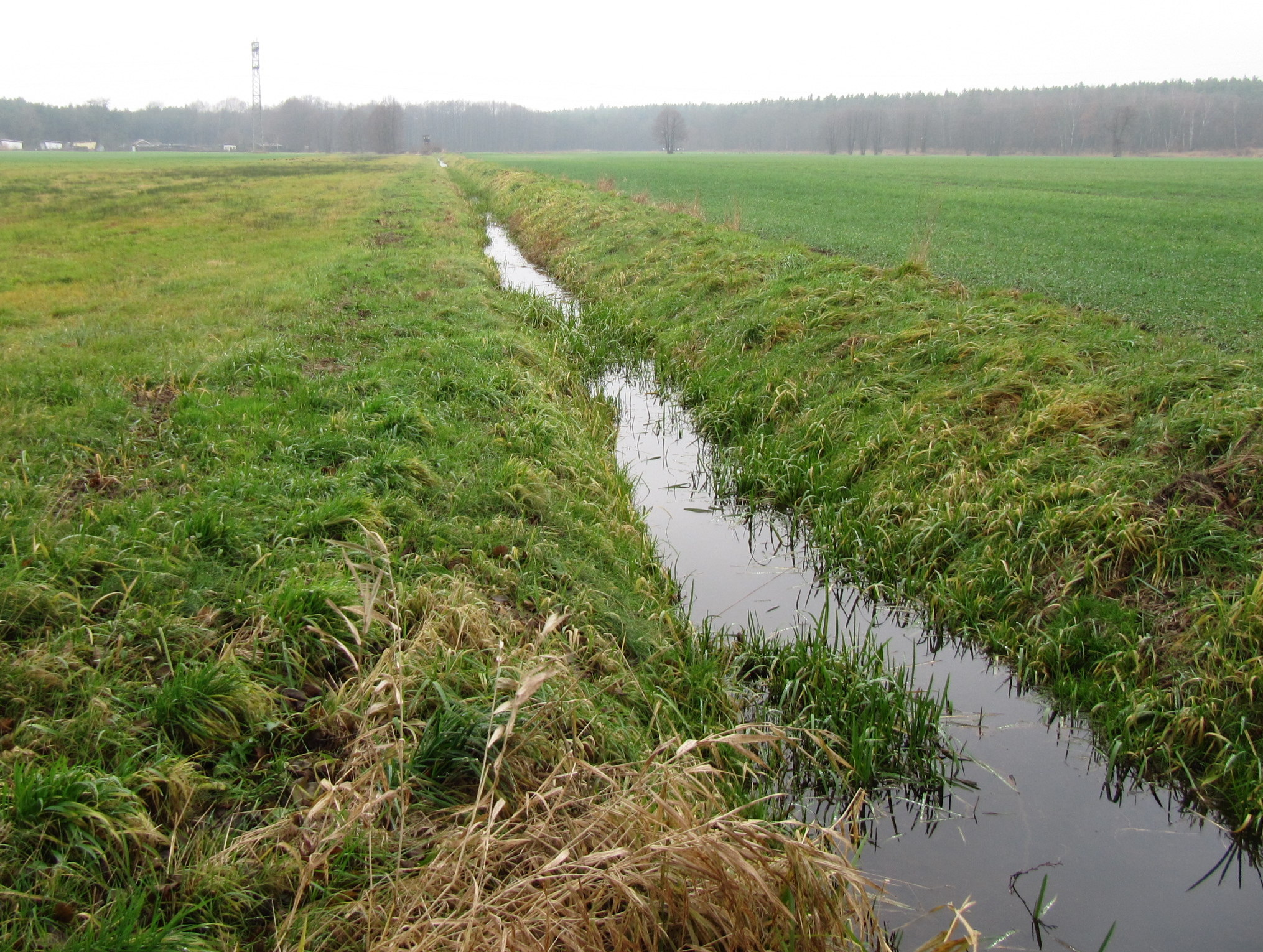
In der Butter Laake
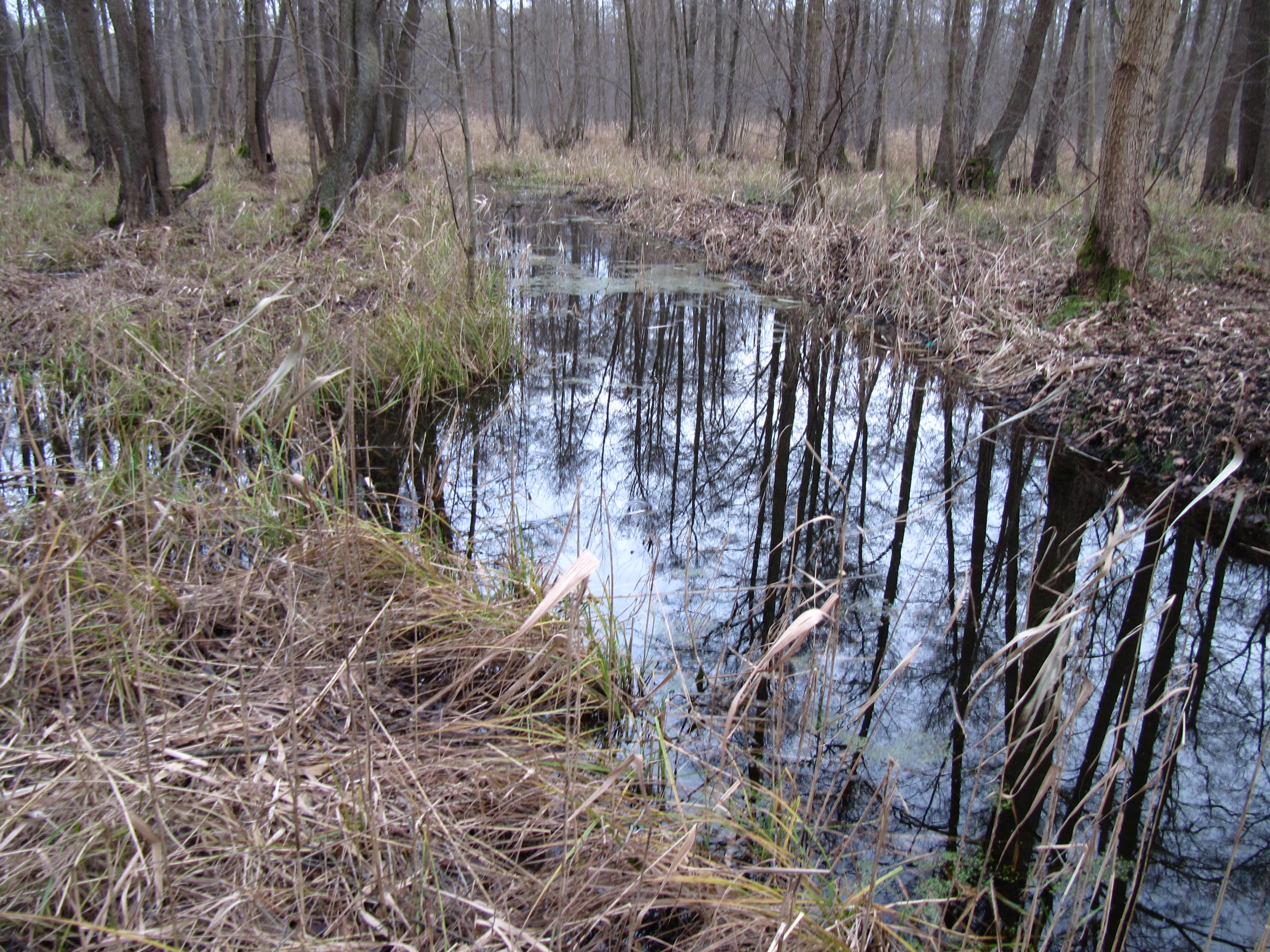
Einmündung des Abfluss des Bohnenländer Sees
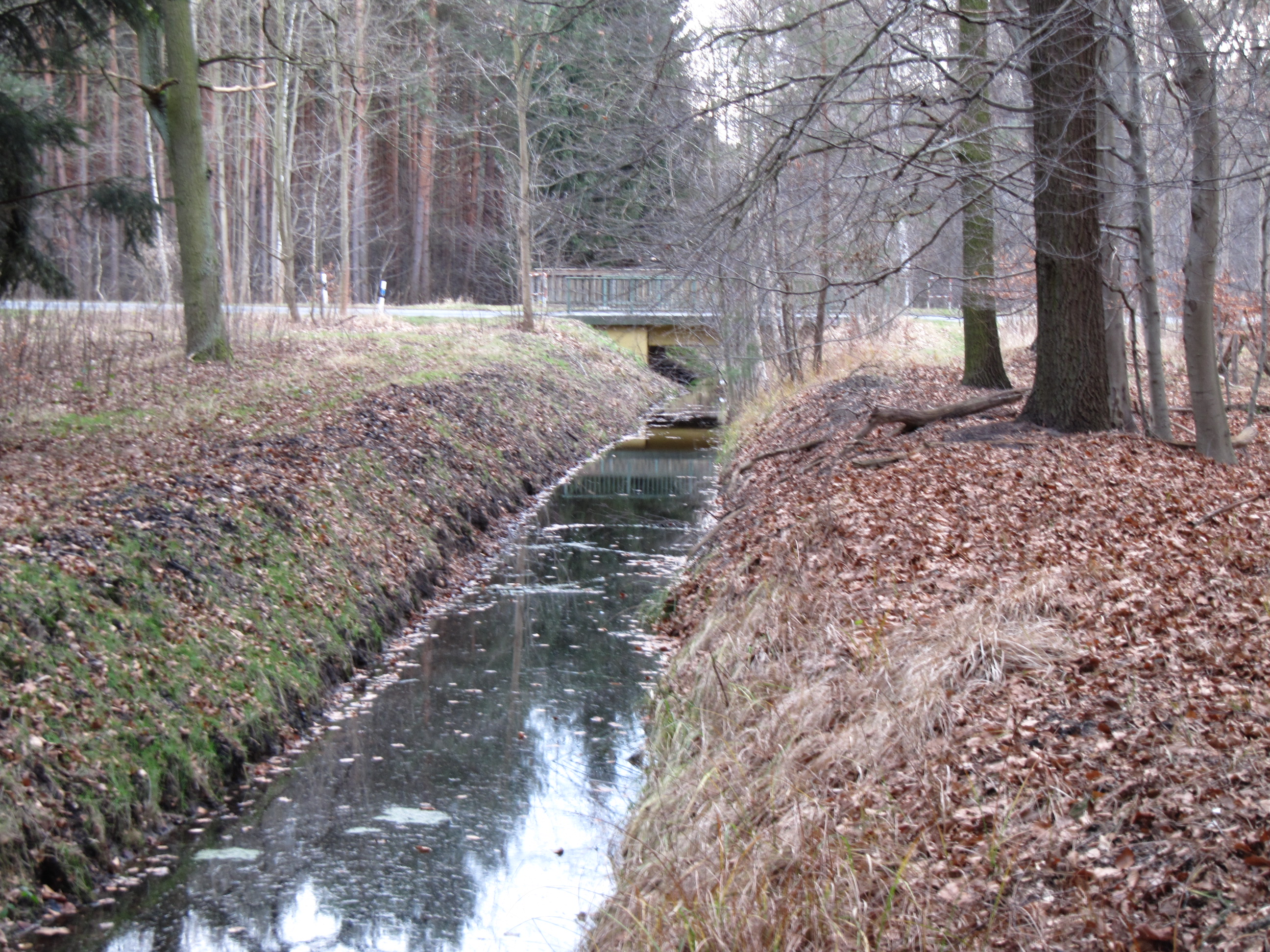
Bundesstraße 102 kreuzt
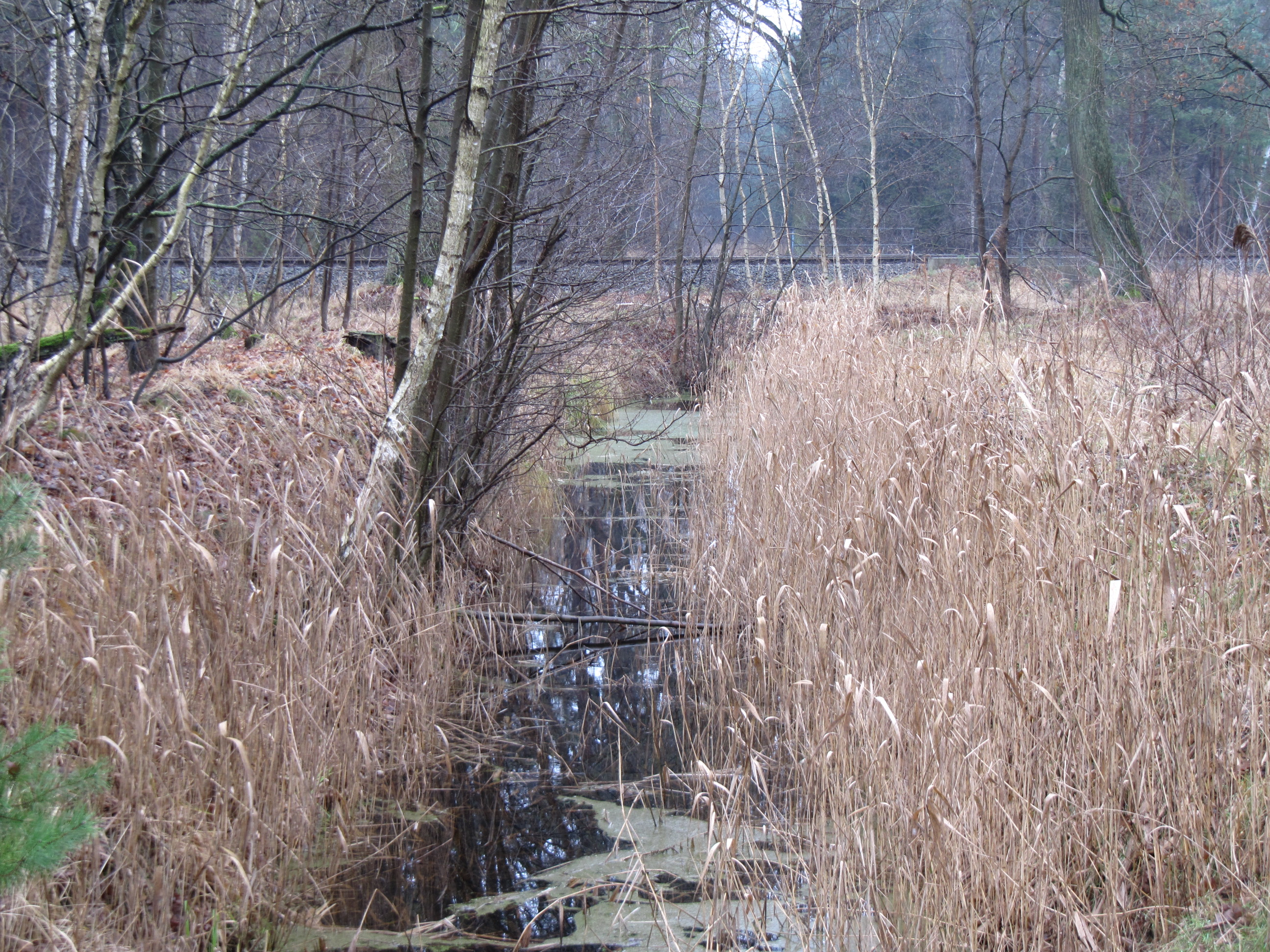
Bahnstrecke Brandenburg – Rathenow kreuzt
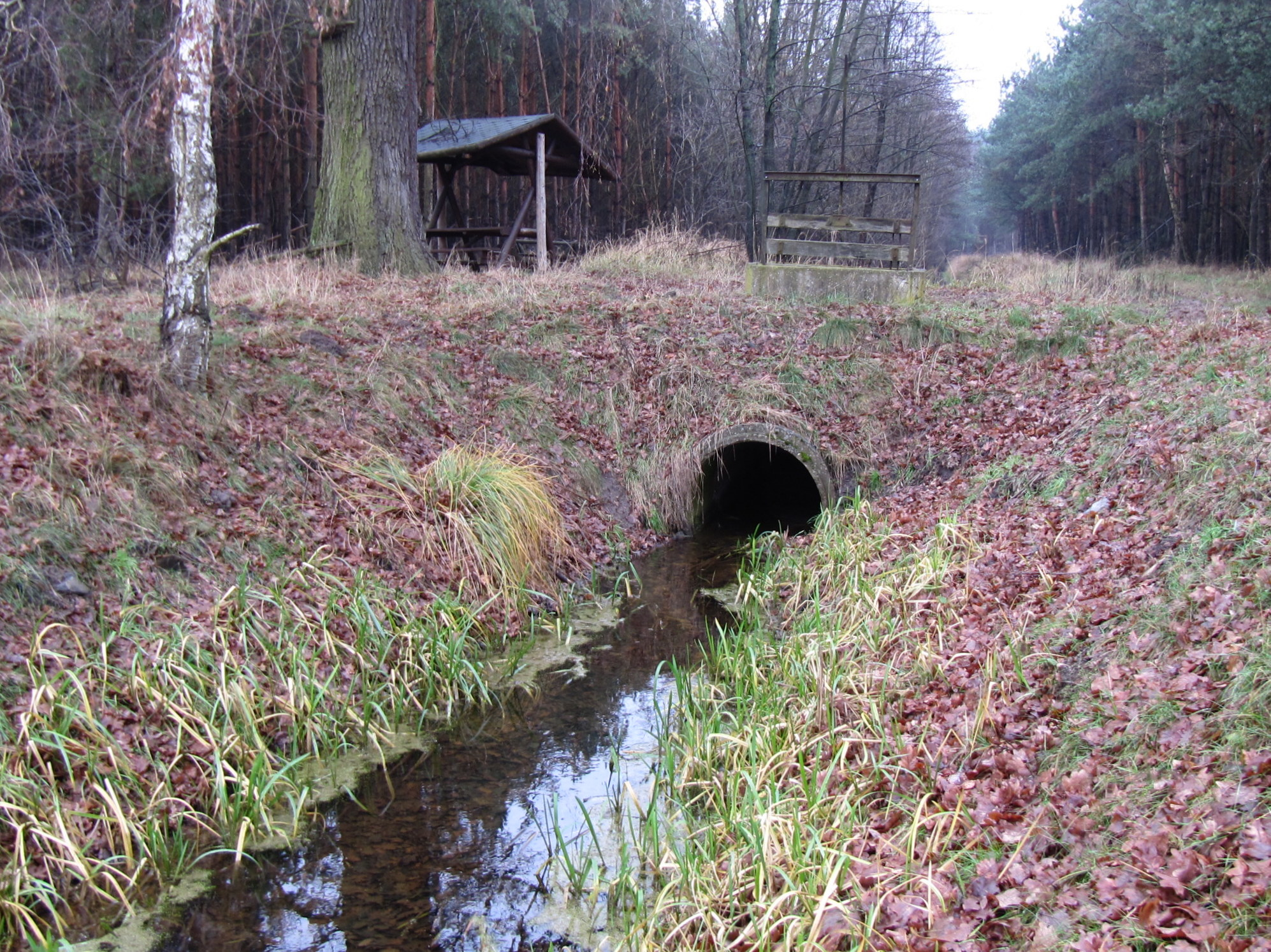
Wehr 1
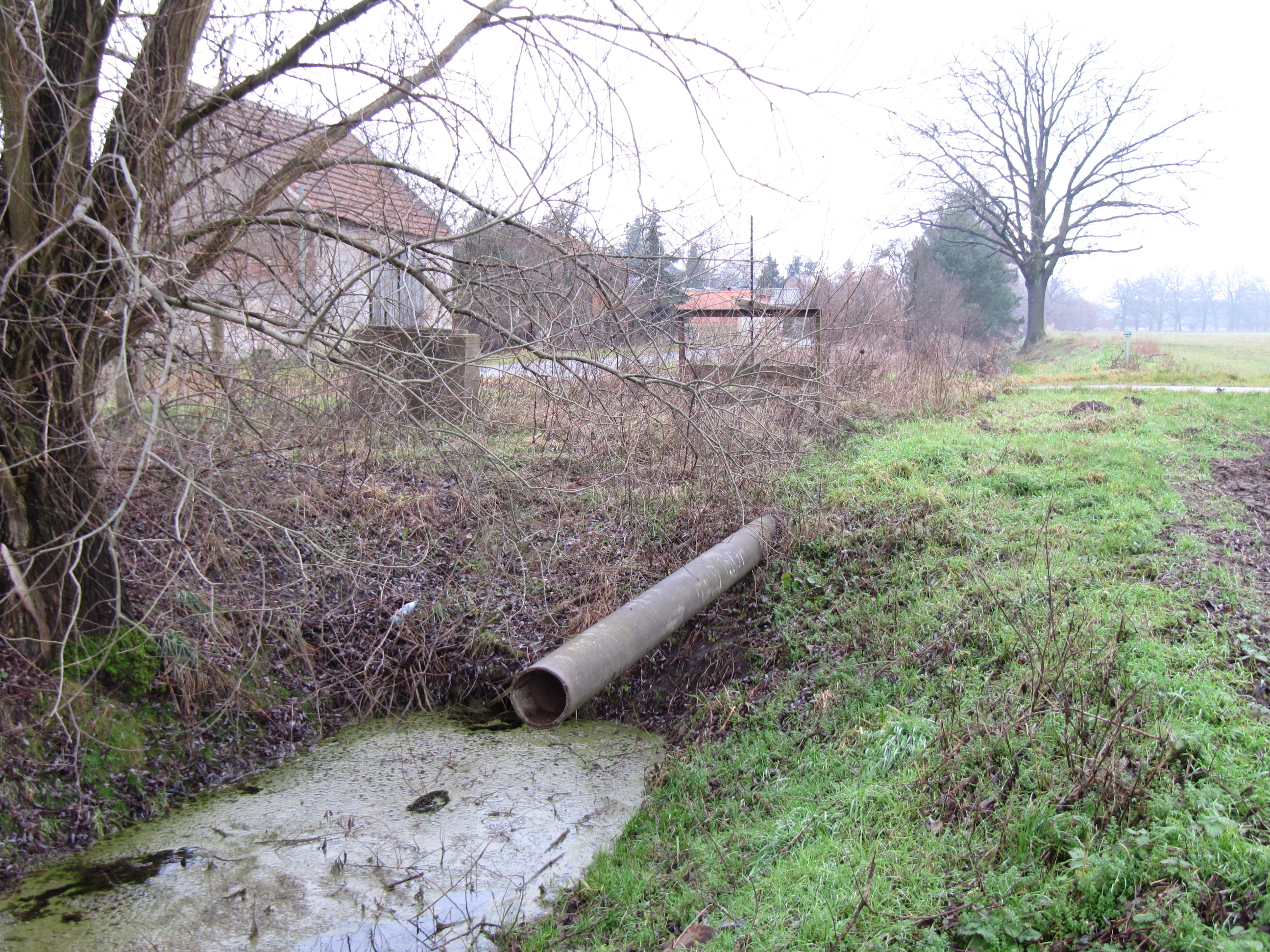
Wehr 2
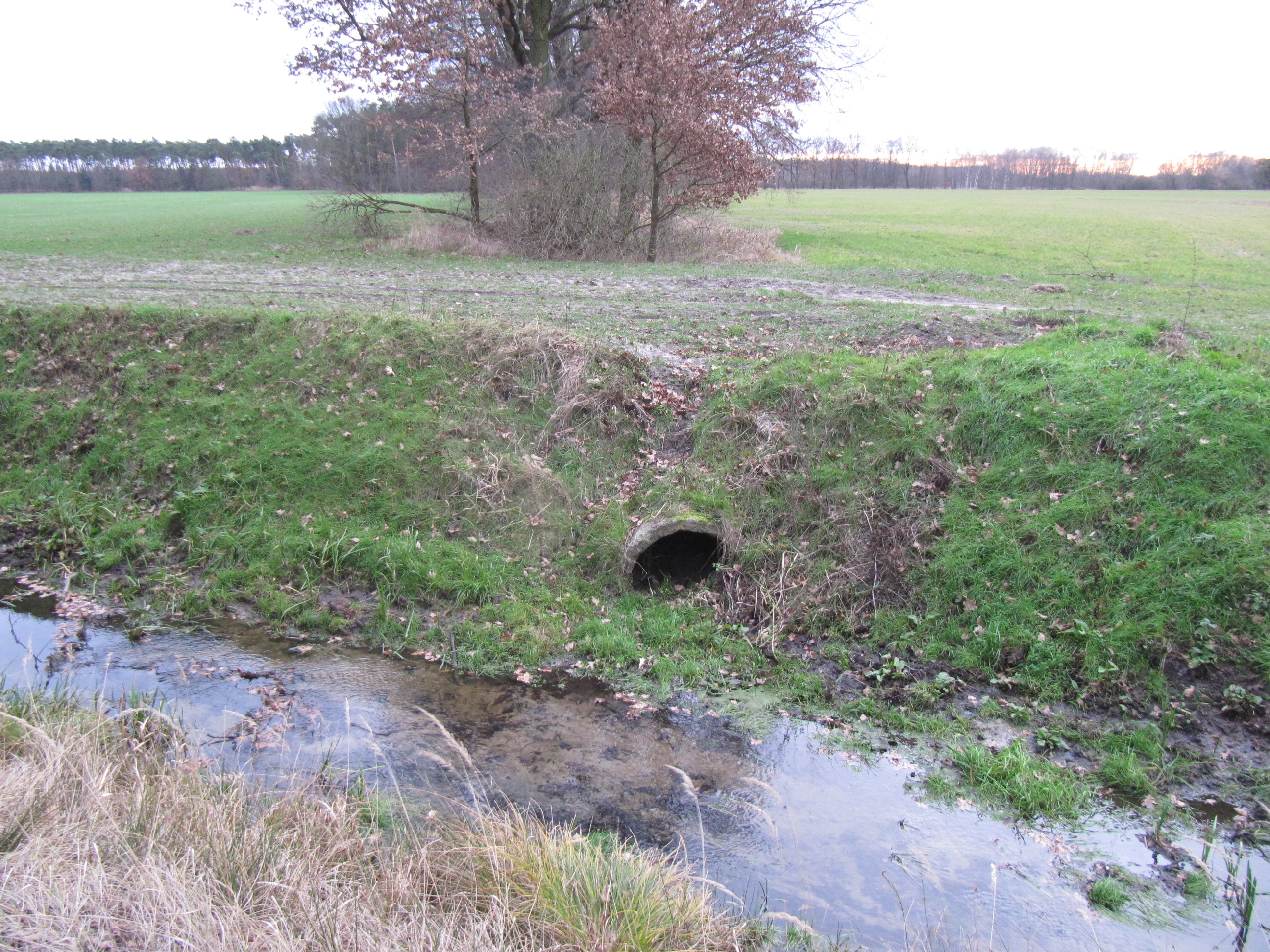
Einmündung des Abfluss des Kranepfuhls
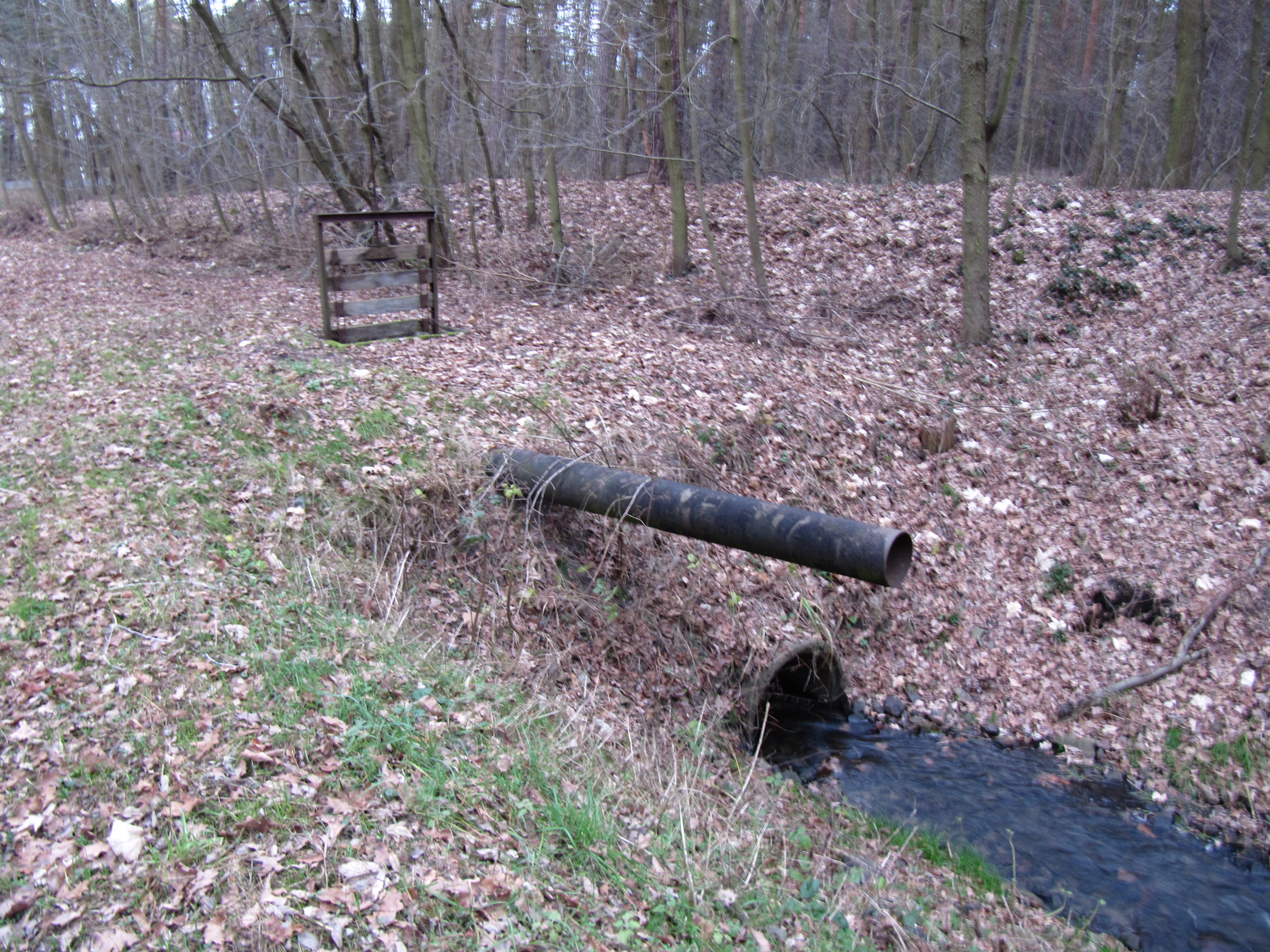
Wehr 3
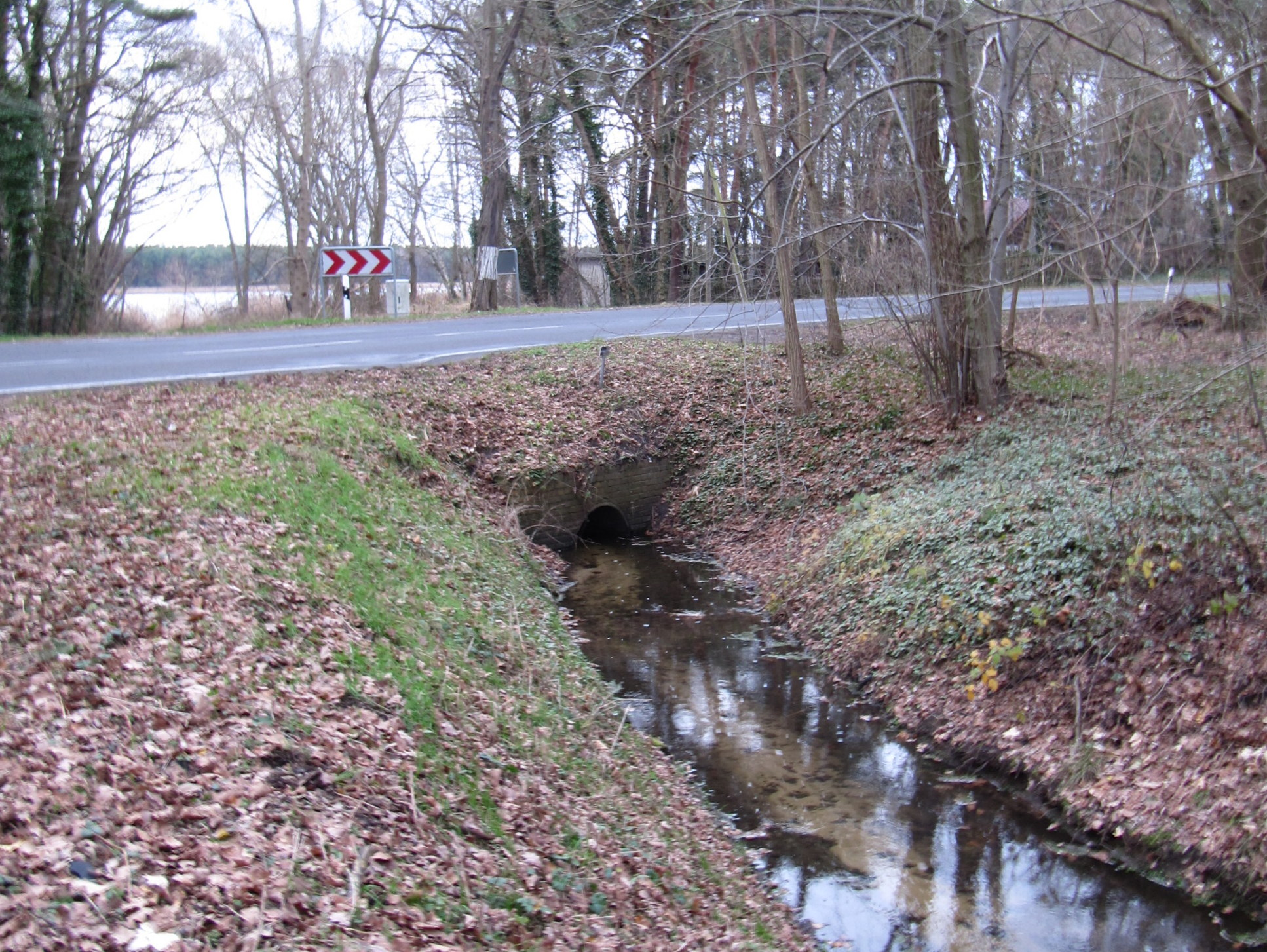
Die Landesstraße 962 kreuzt
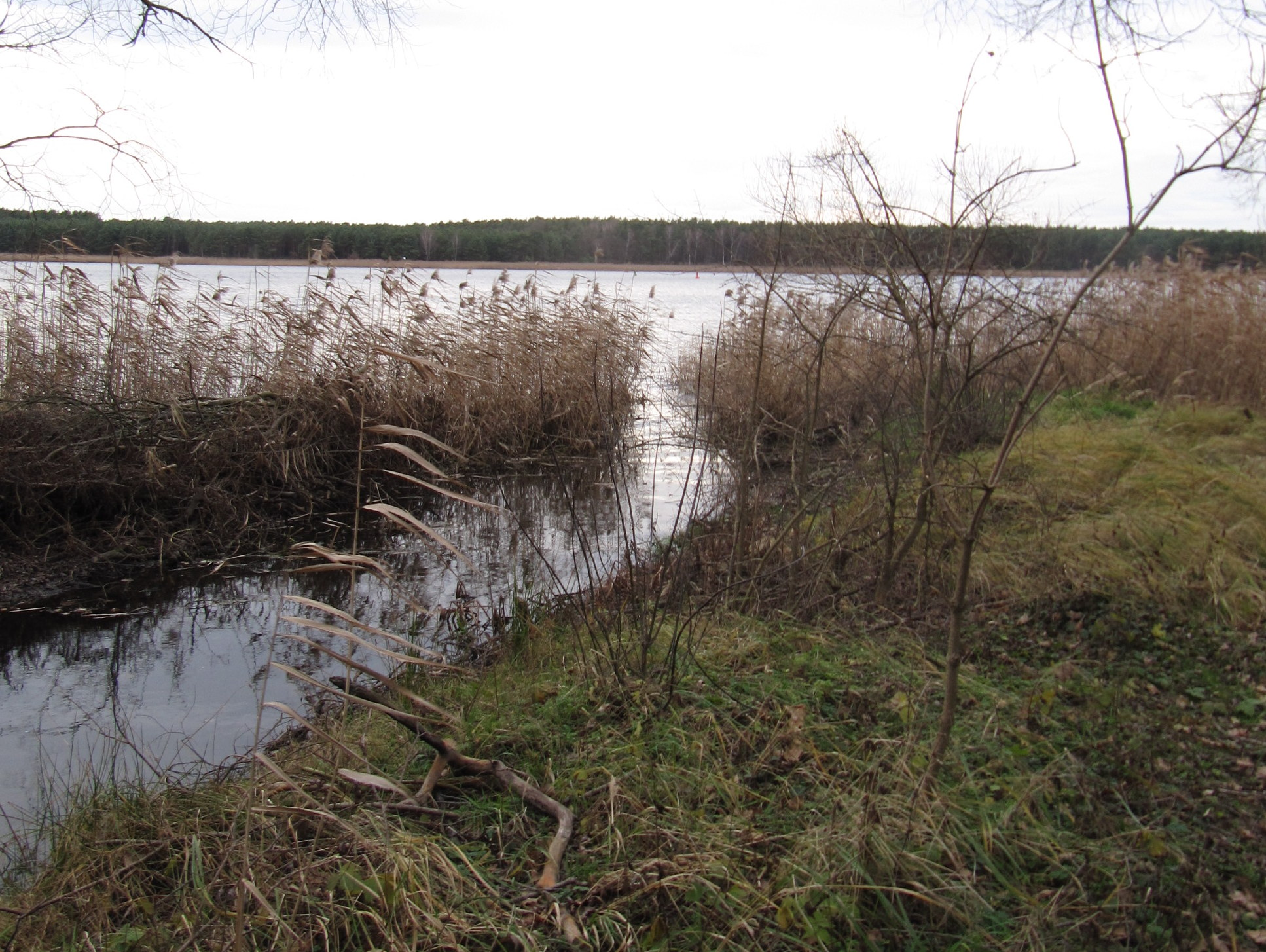
Die Mündung in die Havel